# Deska ortopedyczna
Deska ortopedyczna - specjalny rodzaj noszy ułatwiających stabilizację poszkodowanego i jego transport w trudnych warunkach. Jest wykorzystywana w zdarzeniach, w których poszkodowany mógł doznać obrażeń ciała, a w szczególności kręgosłupa. Deska ortopedyczna umożliwia zabezpieczenie poszkodowanego na czas transportu do szpitala. Wyposażona jest w pasy zabezpieczające oraz stabilizator głowy, który chroni szyjny odcinek kręgosłupa. Stanowi ona podstawowe wyposażenie zespołów ratownictwa medycznego. 

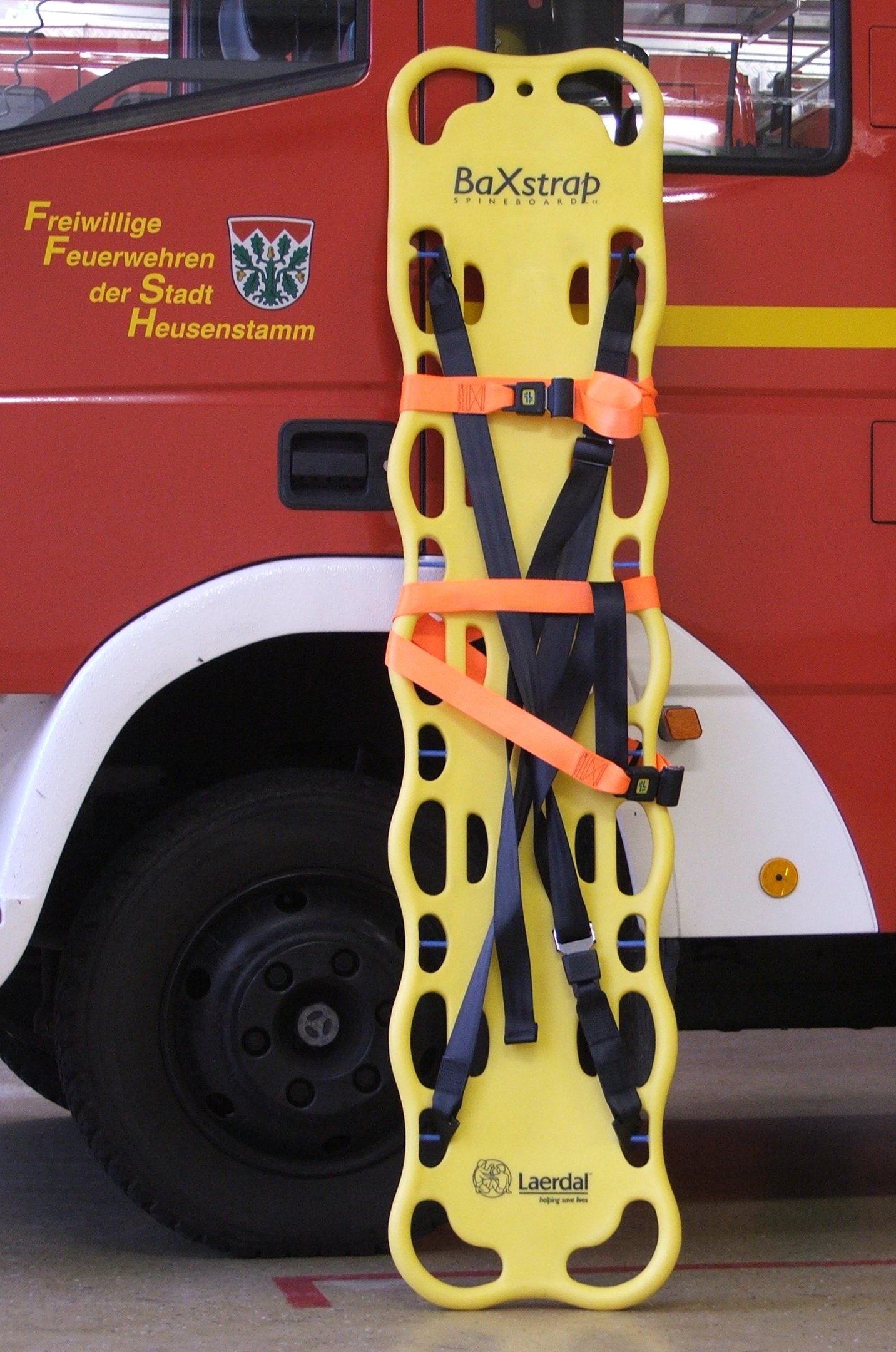